# Ener Julio
Ener Julio (Cartagena de Indias, 14 de octubre de 1973) es un ex boxeador profesional colombiano que compitió entre 1994 y 2008. Ocupó el título de peso welter junior de la OMB entre 2000 y 2002.

## Trayectoria
Hizo su debut profesional en 1994. Capturó el título de peso welter ligero de la OMB con una victoria por decisión sobre Randall Bailey en Miami. Se vio obligado a retirarse de una defensa de título contra Félix Flores cuando se revelaron cataratas durante un examen de la vista, se vio obligado a dejar vacante su título.  Tendría otra oportunidad por el título contra DeMarcus Corley, pero perdería por decisión unánime.